# Martí
Martí – miasto i gmina na Kubie, w prowincji Matanzas. Miasto to zamieszkuje 23 475 mieszkańców (2004).